# ObservAlgérie
 (juillet 2019).
Si vous disposez d'ouvrages ou d'articles de référence ou si vous connaissez des sites web de qualité traitant du thème abordé ici, merci de compléter l'article en donnant les références utiles à sa vérifiabilité et en les liant à la section « Notes et références ».
ObservAlgérie est un journal électronique francophone créé le 30 septembre 2016. ObservAlgérie traite de l'actualité algérienne, du Maghreb et de l'information relative à la Diaspora algérienne.

## Historique
Le site web ObservAlgérie est créé le 30 septembre 2016 par l'agence de communication Assalass Com, basée en France et fondée par Khaled Belkouche, qui en devient le rédacteur en chef. Le site, qui accueille 1,8 million de visiteurs mensuels, se présente aujourd’hui comme le premier site web algérien à faire de la diaspora algérienne son audience principale.
ObservAlgérie se focalise sur l'actualité algérienne, entre autres, avec des rubriques couvrant la politique, l'économie, la vie sociale, les événements sportifs, ainsi que l'actualité de la région de Kabylie.

## Ligne éditoriale
ObservAlgérie est un site d'information algérien, qui se présente comme l'observateur d'Algérie et du monde. Fort de son audience croissante après deux ans d’exercice, avec une moyenne de cinq millions de pages vues et près de deux millions de visiteurs uniques par mois, le site propose une couverture interactive et collaborative de l'actualité algérienne en temps réel. Il se veut un lien entre l'Algérie et sa diaspora dans le monde, notamment en France et au Canada.

## Identité visuelle (logo)

Depuis juillet 2021

## Équipe rédactionnelle
L’équipe d'ObservAlgérie est constituée d’une rédaction établie à Tizi Ouzou, comptant une dizaine de journalistes et rédacteurs avec, comme rédacteur en chef, le fondateur et créateur du site Khaled Belkouche qui était, en 2011, aussi secrétaire de l'information au sein du Mouvement pour l'autonomie de la Kabylie (MAK). Le dit Mouvement a changé de nom et de projet politique. Khaled Belkouche ne fait plus partie du mouvement ni de sa direction.
Dans un article mis en ligne le 28 juin 2021, ObservAlgérie annonce que son fondateur Khaled Belkouche quitte la direction du journal. 

## Données d'audience du site
En juillet 2019, le site comptait 3,5 millions de visiteurs mensuels, générant 8,5 millions de vues, selon les données de Google Analytics. Ses lecteurs se trouvent principalement en France (70 %), ainsi qu'au Canada, en Algérie et dans les autres pays du Maghreb. La France arrive en tête en termes de visites, avec 6 millions de vues.

## Censure en Algérie
En juillet 2019, le site web de ObservAlgérie a été censuré en Algérie sur les réseaux de tous les fournisseurs d'accès à Internet (Algérie Télécom, Mobilis, Ooredoo et Djezzy). Cette censure survient dans une période marquée par un mouvement de contestation populaire en Algérie, et affecte plusieurs plateformes d'informations et médias, tels que TSA (Tout Sur l'Algérie), Interlignes Algérie et Algeriepart.